# USS Marcus (DD-321)
USS Marcus (DD-321) là một tàu khu trục lớp Clemson được Hải quân Hoa Kỳ chế tạo vào cuối Chiến tranh Thế giới thứ nhất. Nó là chiếc tàu chiến duy nhất của Hải quân Hoa Kỳ được đặt theo tên Trung úy Hải quân Arnold Marcus (1892-1917), người thiệt mạng trong một vụ nổ tàu ngầm tại Philippines. Marcus ngừng hoạt động năm 1930 và bị đánh chìm như một mục tiêu năm 1935 nhằm tuân thủ quy định hạn chế vũ trang của Hiệp ước Hải quân London.

## Thiết kế và chế tạo
Marcus được đặt lườn vào ngày 20 tháng 5 năm 1919 tại xưởng tàu Union Iron Works của hãng Bethlehem Shipbuilding Corporation ở San Francisco, California. Nó được hạ thủy vào ngày 22 tháng 8 năm 1919, được đỡ đầu bởi bà Arnold Marcus, vợ góa Trung úy Marcus; và được đưa ra hoạt động vào ngày 23 tháng 2 năm 1921 dưới quyền chỉ huy của Hạm trưởng, Thiếu tá Hải quân C. E. Rosendahl.

## Lịch sử hoạt động
Sau khi hoàn tất chạy thử máy, Marcus được phân về lực lượng khu trục của Hạm đội Thái Bình Dương. Là một đơn vị thuộc Hải đội 13 và sau đó là Hải đội 12, nó hoạt động ngoài khơi vùng bờ Tây với phạm vi trải rộng từ Seattle, Washington đến Panama. Vào tháng 2-tháng 3 năm 1924, nó tham gia cùng các tàu chiến khác thuộc Hạm đội Chiến trận trong cuộc tập trận hạm đội mô phỏng một cuộc tấn công vào kênh đào Panama. Từ tháng 4 đến tháng 7 năm 1925, nó tham gia tập trận chiến thuật hạm đội tại khu vực quần đảo Hawaii. Sau đó nó quay trở lại lịch trình hoạt động thường lệ cho đến năm 1927. Trong tháng 3 và tháng 4 năm đó, nó lại lên đường đi về phía Nam tham gia cuộc cơ động hạm đội tại vùng biển Caribe, rồi quay trở lại vùng bờ Tây. Giữa những năm 1927 và 1929, nó thực hiện nhiều chuyến đi đến Honolulu; một chuyến nhằm huấn luyện Hải quân Dự bị và hai chuyến khác để hộ tống tàu sân bay.
Vào tháng 9 năm 1929, Marcus được lệnh đi đến San Diego, California nơi nó được cho xuất biên chế vào ngày 31 tháng 5 năm 1930. Bị loại bỏ nhằm tuân thủ những điều khoản hạn chế vũ trang của Hiệp ước Hải quân London, nó được rút khỏi danh sách Đăng bạ Hải quân vào ngày 28 tháng 1 năm 1935, và bị đánh đắm như một mục tiêu thực hành hải pháo vào ngày 25 tháng 6 năm 1935.